# VM i håndbold 1938 (mænd)
Verdensmesterskabet i håndbold (indendørs) for herrer 1938 var det første VM i håndbold. Det blev afholdt i Deutschlandhalle i Berlin, Tyskland i perioden 5. – 6. februar 1938. De fire deltagende nationer spillede alle-mod-alle i én pulje.

## Resultater
| Dato | Kamp               | Res.  | Pause |
| ---- | ------------------ | ----- | ----- |
| 5.2. | Tyskland - Danmark | 11–30 | 4-3   |
| 5.2. | Østrig – Sverige   | 5–4   |       |
| 5.2. | Sverige – Danmark  | 2–1   | 1-1   |
| 6.2. | Tyskland – Østrig  | 5–4   |       |
| 6.2. | Østrig – Danmark   | 7–2   | 3-1   |
| 6.2. | Tyskland – Sverige | 7–2   |       |

| Plac.  | Hold     | Kampe | Mål   | Point |
| ------ | -------- | ----- | ----- | ----- |
| Guld   | Tyskland | 3     | 23-90 | 6     |
| Sølv   | Østrig   | 3     | 16-11 | 4     |
| Bronze | Sverige  | 3     | 08-13 | 2     |
| 4.     | Danmark  | 3     | 06-20 | 0     |

## Medaljevindere
| Guld | Sølv | Bronze |
| --- | --- | --- |
| Tyskland | Østrig | Sverige |
| Karl Herbolzheimer Herbert Scmidt Gerard Brüntgens Walter Homke Hans Keiter Kurt Lubenow Kurt Mahnkopf Hans Obermark Günther Ortmann Gerd Schauer Will Steininger Hans Theilig Adolar Woczinski Philipp Zimmermann | Franz Axmann Otto Cerny Hans Houschka Zdenko Kucera Robert Leu Otto Licha Ferdinand Mantler Anton Perwein Alfred Schmalzer Alois Schnabel Rudolf Tauscher Jaroslav Volak Leopold Woh | Sven Åblad Torsten Andersson Erik Floberg Åke Forslund Stig Hjortsberg Sture Hultberg Åke Kallerdahl Yngve Lamberg Roland Nilsson Allan Rollander Sigfrid Schonning Tage Sjöberg Gustaf Adolf Thoren |